# Milevsko
Milevsko är en stad i Tjeckien.   Den ligger i regionen Södra Böhmen, i den centrala delen av landet, 70 km söder om huvudstaden Prag. Milevsko ligger 457 meter över havet och antalet invånare är 9 343.
Terrängen runt Milevsko är platt.Runt Milevsko är det ganska glesbefolkat, med 38 invånare per kvadratkilometer. Milevsko är det största samhället i trakten. Omgivningarna runt Milevsko är en mosaik av jordbruksmark och naturlig växtlighet.